# Tilbes Höyük
Tilbes Höyük o el montículo de Tilbes es un yacimiento arqueológico ubicado en la provincia de Sanliurfa, en Turquía, junto al río Éufrates, en las proximidades de las antiguas ciudades de Zeugma y Apamea.

## Proyecto de excavaciones
Las excavaciones han sido realizadas desde 1995 hasta el año 2001 por una misión arqueológica española dirigida por el arqueólogo Jesús Gil Fuensanta. Se enmarcan en un proyecto que abarca el estudio de varios yacimientos arqueológicos que se han visto amenazados por la construcción de la presa de Birecik, que ha provocado que tres de ellos, los de Tilbes Höyük, Tilmusa (también conocida como la acrópolis de Apamea), y Tilöbür, hayan quedado sumergidos bajo las aguas desde el año 2000. Los otros dos, que han quedado fuera del embalse pero que también están en peligro, por la erosión que producen las aguas del pantano y por la acción de excavadores furtivos, son los de Tilvez y Surtepe.

## Hallazgos
En el yacimiento de Tilbes Höyük sobre todo se han estudiado restos de las fases más antiguas de ocupación. Estos pertenecen al Calcolítico, asociados a la cultura Uruk; a la Edad del Bronce Antiguo, que fue una etapa de esplendor de la que destacan los restos de varios santuarios emplazados sucesivamente en el mismo lugar y a la Edad del Bronce Medio, cuando el lugar estuvo en contacto con comerciantes asirios. Se ha constatado que hubo una continuidad en la ocupación del sitio durante esas fases (es decir, aproximadamente desde 3700 hasta principios del 2º milenio a. C.), salvo algunos cortos periodos de abandono. Sin embargo, los periodos de la Edad del Bronce Reciente y la Edad del Hierro inicial están ausentes en este yacimiento. Posteriormente el lugar volvió a ser ocupado en los periodos aqueménida, seléucida, romano, bizantino e islámico.
Además, a causa de la erosión producida por la oscilación de las aguas del pantano, se encontró y se estudió un asentamiento en el área de Tilbes-Körche, muy próximo a Tilbes Höyük, pero fuera de ese montículo. Este asentamiento fue ocupado solo durante un breve espacio de tiempo (menos de 100 años) durante el Calcolítico. Se han encontrado los restos de varios edificios, herramientas de piedra y cerámica. En el lugar se realizaban actividades metalúrgicas y algunos elementos como una ficha de piedra y un posible sello se han interpretado como elementos de carácter administrativo. La cerámica hallada se ha asociado a la cultura Obêid aunque también incluye dibujos del estilo de la cultura Halaf. 